# Donato Zoppo
Donato Zoppo (Salerno, 11 ottobre 1975) è un saggista, giornalista e conduttore radiofonico italiano.

## Biografia
Donato Zoppo nacque a Salerno nel 1975 e crebbe nella città di Benevento. Dopo aver scritto per alcune fanzine negli anni '90, iniziò la sua carriera di giornalista musicale nei primi anni 2000, scrivendo per Le vie della musica che era l'inserto del Sannio Quotidiano di Benevento. Nel 2005 fondò l'ufficio stampa Synpress44 che si occupa principalmente di comunicazione in ambito musicale e culturale.
Nel 2006 pubblicò il suo primo libro per la Editori Riuniti: Premiata Forneria Marconi 1971-2006: 35 anni di rock immaginifico che gli aprì la strada a nuove collaborazioni. Nel 2007 iniziò la collaborazione con Radio Città BN ideando e conducendo il programma radiofonico Rock City Nights. Nello stesso anno entrò nella redazione della rivista Jam, con cui iniziò una lunga collaborazione che durò anche dopo la chiusura del 2013, con la sola rivista online. Sempre nel 2007 pubblica con la Bastogi il libro La Musica dei Lingalad - Da Tolkien ai segreti della Natura.
Nel 2011 pubblicò il suo saggio sul rock progressivo intitolato Prog. Una suite lunga mezzo secolo, che venne considerato dalla critica uno dei libri più completi e rigorosi sull'argomento. Nello stesso anno ricorreva anche il quarantennale dalla pubblicazione di Amore e non amore di Lucio Battisti, su cui Zoppo scrisse e pubblicò il libro Amore, liberta' e censura: il 1971 di Lucio Battisti (Aereostella), con cui si aggiudicò il "Premio Note di Carta". Nel libro Zoppo analizza il primo periodo del cantautore reatino "passando in rassegna il percorso trionfale che lo condusse dai primi acerbi singoli alle mostruose affermazioni ottenute a cavallo fra gli anni 60 e 70, sino alle prime anticonvenzionali sperimentazioni sonore", tracciando poi la genesi dell'album e la sfortunata censura a cui fu sottoposto, tra interviste ai protagonisti ed analisi personali. Nello stesso anno pubblicò anche Cotto e suonato. La musica immaginifica in cucina (Aereostella), scritto a quattro mani con Michela Bernardi in cui i due discutono direttamente con i maggiori esponenti del rock progressivo italiano (tra cui PFM, Banco del Mutuo Soccorso, Osanna, Pagliuca de Le Orme, The Trip, Tolo Marton, La Maschera di Cera) delle rispettive cucine regionali, corredando alle discussioni le ricette curate dalla Bernani.
Nel 2012 venne chiamato a collaborare nella sezione di critica musicale della rivista Audio Review curata da Federico Guglielmi. Nello stesso anno pubblica il saggio su Claudio Baglioni intitolato Questo piccolo grande viaggiatore. Claudio Baglioni in 100 pagine (Aereostella).
Nel 2018 Ezio Guaitamacchi, dopo aver curato una collana sul rock straniero per la Hoepli, inaugurò per la stessa casa editrice la collana Storia della canzone italiana / I protagonisti, decidendo di aprirla con un volume dedicato a Lucio Battisti e commissionando così a Zoppo, riconosciuto come uno dei massimi esperti del lavoro del cantautore, quel libro che sarà poi 'Il nostro caro Lucio. Storia, canzoni e segreti di un gigante della musica italiana (Hoepli, 2018). Il volume era diviso in 14 capitoli i cui titoli citano canzoni di Battisti, dividendo cosi le fasi salienti della sua vita, tra storia, canzoni e segreti. Dal libro, che fu uno dei successi dell'anno, Zoppo ricavò lo spettacolo-storytelling omonimo che lo vedeva come narratore, accompagnato dalla band Gli Uomini Celesti. Lo spettacolo debuttò al "Roccella Jazz Winter Edition", prima di partire per il tour nazionale.
Con Con il nastro rosa. L’ultima canzone di Mogol e Battisti e la fine del sogno (GM Press, 2020), Zoppo prende a modello il racconto di George Harrison intitolato Something, in cui il chitarrista dei Beatles racconta il periodo finale della band. Il libro, che fu presentato in anteprima alla Feltrinelli di Lecce il 5 marzo (compleanno di Battisti) nel quarantennale di "Una giornata uggiosa" (Numero Uno, 1980), raccontava così storia e curiosità dell'ultimo album scritto da Battisti in collaborazione con Mogol, anche utilizzando le testimonianze dirette dei musicisti e produttori di quel disco.
Nel 2002 con l'editore pisano Pacini pubblica Un nastro rosa a Abbey Road. Il 1969 dei Beatles, il 1979 di Lucio Battisti, con prefazione di Alberto Fortis. È la nuova edizione, integrata, riveduta e corretta, dei due precedenti testi su Beatles e Battisti. 
Nel 2023 il suo ultimo lavoro dedicato all'artista reatino: lo pubblica la reggiana Aliberti Compagnia Editoriale ed è interamente dedicato a uno dei dischi più controversi di Battisti, E già. Nel 2024 pubblica, nuovamente con Aliberti, CSI. È stato un tempo il mondo, dedicato a Ko de mondo, l'album d'esordio dei CSI, con la prefazione di Federico Guglielmi. 

## Opere

### Libri
- Premiata Forneria Marconi 1971-2006. 35 anni di musica immaginifica 2006, Editori Riuniti, Roma.
- La Musica dei Lingalad - Da Tolkien ai segreti della Natura 2007, Bastogi, Foggia.
- Amore, libertà e censura. Il 1971 di Lucio Battisti 2011, Aereostella, Milano.
- Prog. Una suite lunga mezzo secolo 2011, Arcana Edizioni, Roma.
- (con Michela Bernardi), Cotto e suonato. La musica immaginifica in cucina, Milano, Aereostella, 2011.
- Questo piccolo grande viaggiatore. Claudio Baglioni in 100 pagine 2012, Aereostella, Milano.
- Her Favourites. Musica e calcetti dal pancione (cronistoria di una baby playlist) 2012, Cicl. in proprio, Benevento.
- King Crimson. Islands - Testi commentati, Roma, Arcana, 2013.
- La Filosofia dei Genesis. Voci e maschere del Teatro Rock, Milano, Mimesis, 2016.
- Caution Radiation Area: alle fonti della musica radioattiva, Milano, Aereostella, 2016.
- Una chitarra tra Napoli e il mondo. Conversazioni con Mauro Di Domenico, Napoli, Rogiosi, 2017.
- (con Daniele Follero), Opera Rock. La storia del concept album, Milano, Hoepli, 2018.
- Il nostro caro Lucio. Storia, canzoni e segreti di un gigante della musica italiana, Milano, Hoepli, 2018.
- Something. Il 1969 dei Beatles e una canzone leggendaria, Napoli, GM Press, 2019.
- Con il nastro rosa. L'ultima canzone di Mogol e Battisti e la fine del sogno, Napoli, GM Press, 2020.
- Un nastro rosa a Abbey Road. Il 1969 dei Beatles, il 1979 di Lucio Battisti, Pisa, Pacini Editore, 2022.
- Lucio Battisti. Scrivi il tuo nome su qualcosa che vale, Reggio Emilia, Aliberti Compagnia Editoriale, 2023.
- CSI. È stato un tempo il mondo, Reggio Emilia, Aliberti Compagnia Editoriale, 2024.

### Altri scritti
- (con Paolo Carnelli e Riccardo Storti), Racconti a 33 giri, Genova, CSPI, 2003.
- La compagnia dell'anello, in AA.VV., Altre storie - Compagnia dell'anello, Padova, CDA, 2005.
- Foxtrot, in Ezio Guaitamacchi, 100 dischi ideali per capire il rock, Roma, Editori Riuniti, 2007.
- (con Maurizio Galia, Claudio Aloi, Giuseppe Di Spirito, Roberto Vanali, Franco Vassia), Prog 40. Quarant'anni di progressive rock nel mondo, Torino, Applausi, 2010.
- La canzone progressiva, in Paolo Talanca, Nudi di canzone, Arezzo, Editrice Zona, 2010.
- schede festival rock italiani e stranieri, in Ezio Guaitamacchi, 1000 concerti che ci hanno cambiato la vita, Milano, Rizzoli, 2010.
- Il circolo delle quinte, in AA. VV., Oschi Loschi, Benevento, Never Mind, 2011.
- Giro di notte con le anime perse, in AA. VV., 33 Racconti Rock, Verona, Qui Edit, 2014.
- (con Maurizio Galia, Claudio Aloi, Giuseppe Di Spirito, Roberto Vanali, Franco Vassia), Prog 50. Cinquant'anni di progressive rock nel mondo, Milano, BTF, 2017.
- Sogno americano. L’avventura della PFM all’estero in A. Gozzi (a cura di), Instarock, Grosseto, Overture Edizioni, 2018.
- Gli arrabbiati restano.  Scene dal punk italiano, tra Gianni Sassi e dita volanti, in A. Gozzi (a cura di), Instarock, Grosseto, Overture Edizioni, 2020.
- Cavalli, fiori rosa ed emozioni: il 1970 di Lucio Battisti, in 70 x 100. Il 1970 in musica raccontato attraverso 100 album + 4 saggi monografici, Roma, Musiche & Miti, 2020.
- La diretta del vescovo: Piero Chiara ai tempi del lockdown, in DeLorean Café. Interviste impossibili per mondi possibili, Bari, Les Flâneurs Edizioni, 2022.
- 1973. L’anno cruciale della musica raccontato in 73 dischi leggendari, Roma, Arcana Edizioni, 2023.

## Riconoscimenti
- 2011 - Premio note di carta
- 2016 - Premio internazionale giornalistico e letterario Marzani